# Joey Kern
Joseph Daniel Kern, detto Joey (5 settembre 1976), è un attore statunitense.

## Filmografia parziale

### Cinema
- Super Troopers, regia di Jay Chandrasekhar (2001)
- Cabin Fever, regia di Eli Roth (2002)
- Grind, regia di Casey La Scala (2003)
- The Sasquatch Gang, regia di Tim Skousen (2006)
- La concessionaria più pazza d'America (The Goods: Live Hard, Sell Hard), regia di Neal Brennan (2009)
- Bloodsucking Bastards, regia di Brian James O'Connell (2015)
- Big Bear (2017) - anche regista, sceneggiatore e coproduttore
- Useless Humans, regia di Stephen Ohl (2020)

### Televisione
- Sex and the City – serie TV, un episodio (2000)
- Totally Awesome – film TV (2006)
- Electric City – serie TV, 20 episodi, voce (2012)
- Chosen – serie TV, 3 episodi (2013)
- Good Behavior – serie TV, 15 episodi (2016-2017)